# 賴孫德芳
賴孫德芳（1920年12月18日—2009年11月11日） ，江蘇吳江人，出生於北京市，前中華民國參謀總長賴名湯夫人、作曲家。曾創作過許多優秀的音樂作品，是中華民國第一位女性作曲家。

## 生平
孫德芳的父親孫介壽曾留學法國，回國後擔任隴海鐵路局長。孫德芳六歲入私立孔德小學啟蒙學習聲樂，參加學校合唱團。後就讀上海省立中學，於戰火中完成高中學業，1941年赴四川大後方成都，考取戰時大後方的知名學府金陵女子大學，主修英文。這所重視外文教學的大學所有課程皆以英語授課，奠定她日後深厚的英文造詣。兩年後轉學音樂，初期主修聲樂，但稍後由於感染喉疾未能痊癒，轉修作曲以及合唱指揮。她還是高中田徑場上的好手、大學女子籃球校隊健將、校園舞台上的明星、選美比賽裡的「儀態皇后」。
大學畢業留校任助教，1945年底在她自己所創作結婚進行曲的樂聲中，與空軍上校賴名湯結婚。隔年隨夫婿奉派赴英國擔任武官抵達倫敦，同年秋天，進入倫敦聖三一學院主修理論作曲，獲得碩士學位。當時的倫敦正熱烈慶祝盟軍於二次世界大戰勝利，英王喬治六世親自主持勝利大遊行，賴孫伉儷躬逢其盛，影響到她音樂創作中的英倫之風。
1950年返國隨國民政府播遷台灣，受聘於成立甫4年的台灣省立師範學院（今國立台灣師範大學前身）台灣第一所音樂系，以正確流暢的英文引經據典講授和聲學及合唱指揮等課程，初期學生備感吃力，之後習以為常對老師教學倍感敬佩。
1951年國防部總政治部成立「示範合唱團」，聘請戴粹倫擔任正指揮，賴孫德芳為副指揮，張彩湘及陳黃芝秀為鋼琴伴奏。隨夫婿賴名湯將軍先後晉升軍方要職，不得不忍痛辭去音樂教職，以造詣深厚外文能力輔佐賴將軍參與協助外交事務。曾有全年出席各國外交場合達400餘次的記錄，替當時資源匱乏的台灣爭取外國政府以及友人的支援，為國貢獻良多。

## 音樂創作

### 國軍進行曲
- 陸軍《鋼鐵軍進行曲》[4]
- 空軍《藍天進行曲》[5] [6]
- 海軍《海上進行曲》[7]
- 《國光》[8] [9]
- 《勝利路》
- 《春風吹遍世界上》

集結為《人生之路 ── 九首國光進行曲》出版。

### 愛國歌選
- 《洗衣女之歌》
- 《忘不了你、忘不了我》

### 其它歌選
- 《台灣的西瓜》
- 《祝福》
- 《如意歌》
- 《寧靜海》
- 《畫眉殷勤報佳音》
- 《煩惱》

### 器樂作品
- 《與我共舞──舞之初》
- 《光與熱》

## 教育貢獻
賴孫德芳一生關注教育，與金陵女子大學校友共同籌資創辦金陵女中，擔任第一任董事長。另外推動創辦聯勤教養院，照顧孤兒、就業輔導；為軍眷開辦技藝訓練班，如縫紉、打字等，幫助她們獲得一技之長，補貼家用。曾試圖將金陵女子大學在台復校，因籌款不易而作罷，成為她一生憾事。

## 軼事
1969年當時擔任空軍總司令的賴將軍出訪美國，由美國空軍參謀長約翰·雷恩上將以盛大軍禮迎接，並由美國空軍樂隊於典禮中演奏《藍天》進行曲，之後美國空軍樂隊更將此曲錄音，以《環球進行曲》專輯出版發行。
1974年賴孫德芳隨已升任參謀總長的賴名湯及美軍協防司令部將領巡視高雄左營軍港，接受美軍交與中華民國的第一艘潛艇，只見當日港口除潛艇之外還停泊三艘美軍驅逐艦。美軍將領表示由於喜愛賴孫德芳的《藍天》進行曲，故決定將三艘軍艦送給中華民國海軍。除由賴孫老師代為接受外，美方並特別表明因為「喜愛她的音樂」這是送給她的禮物。

## 晚年
1984年賴名湯將軍過世後，孫德芳在音樂和信仰基督教裡找到支撐的力量。2009年因台北老家要搬遷，孩子們建議她到美國大兒子家過完陽曆年再回台北。不料，她竟然在11月1日，在舊金山灣區，於睡夢中安詳過世，享壽九十。